# Johann I. (Breslau)
Johann I. († 1072) war Bischof von Breslau.

## Leben
Nach dem Tod des Breslauer Bischofs Hieronymus wurde Johann I. dessen Nachfolger. Über seine Herkunft und sein bischöfliches Wirken ist nichts bekannt. 
Vermutlich weihte er den 1069 fertiggestellten Breslauer Dom, dessen Bau 1051 unter Bischof Hieronymus begonnen wurde und der deshalb auch als Hieronymusdom bezeichnet wird.

## Anmerkung
Nachdem das im Jahre 1000 gegründete Bistum Breslau in den 1030er Jahren untergegangen war, ging auch die Erinnerung an die Anfangsjahre und den damals amtierenden ersten Bischof Johannes verloren. Deshalb wurde dieser später bei der Zählung bzw. Nummerierung der gleichnamigen Bischöfe nicht berücksichtigt. 